# Psilocorsis
Psilocorsis is een geslacht van vlinders uit de familie van de sikkelmotten (Oecophoridae). De wetenschappelijke naam van het geslacht is voor het eerst geldig gepubliceerd in 1860 door Brackenridge Clemens.

## Soorten[2]
- Psilocorsis amydra Hodges, 1961
- Psilocorsis arguta Hodges, 1961
- Psilocorsis cirrhoptera Hodges, 1961
- Psilocorsis cryptolechiella Chambers, 1872
- Psilocorsis exagitata Meyrick, 1926
- Psilocorsis fatula Hodges, 1975
- Psilocorsis melanophthalma Meyrick, 1928
- Psilocorsis minerva Meyrick, 1928
- Psilocorsis quercicella Clemens, 1860
- Psilocorsis reflexella Clemens, 1860

Psilocorsis komen voor in Noord-, Midden- en Zuid-Amerika.